# Étienne Cabet
Étienne Cabet (Dijon, 1 de janeiro de 1788 — St. Louis, 9 de novembro de 1856) foi um filósofo e socialista utópico francês fundador do movimento icariano e um dos socialistas mais populares de sua época. Cabet publicou o livro Viagem à Icária em 1839, no qual ele propunha substituir a produção capitalista por cooperativas de trabalhadores. Problemas recorrentes com autoridades francesas o levaram a emigrar para os Estados Unidos em 1848. Cabet fundou comunidades utópicas no Texas e no Illinois mas foi novamente prejudicado devido aos desentendimentos frequentes com seus seguidores.

## Biografia
Cabet nasceu em Dijon, filho mais novo de Claude Cabet e Françoise Berthier. Ele foi educado como advogado. Cabet se casou com Delphine Lasage em Londres durante seu exílio na Inglaterra e teve um filho.

## Carreira

### França
Étienne Cabet nasceu em 1788, um ano antes da Queda da Bastilha. Durante os primeiros anos de sua vida ele foi um típico jacobino radical da geração pós-revolucionária. Em 1820, em Dijon, tornou-se dirigente de uma organização revolucionária conspiratória francesa, a "Carbonari". Na Revolução de 1830 ele era membro do Comitê de Insurreição, Luís Filipe I o nomeou como Advogado Geral da Córsega, mas foi demitido por seus ataques ao governo em seu livro "Histoire de la révolution de 1830", e em seu jornal "Le Populaire". Depois, retornou a Dijon e foi eleito deputado, quando foi acusado de traição sendo condenado a cinco anos de exílio. Ele foi para Bruxelas, de onde foi expulso em 1834, quando emigrou para a Inglaterra e se tornou discípulo de Robert Owen.
Em 1839, foi beneficiado por uma anistia e voltou à França, onde em 1840 publicou uma obra sobre a Revolução Francesa.
Também em 1840, publicou "Viagem à Icária", uma versão moderna da Utopia de Thomas More, aperfeiçoada pelas teorias econômicas de Robert Owen. A obra criticava a ordem social da época e propunha a criação de uma comunidade agrária modelo, que seria o ponto de partida para a transformação do mundo. Este livro foi muito popular entre os operários e artesãos parisienses.
Em tal comunidade a propriedade dos bens de produção seria comunal e prevaleceria a regra de ouro enunciada por Jesus: "Amarás o teu próximo como a ti mesmo; não faças aos outros o mal que não quer que outros façam para você; faça aos outros o bem que você deseja para si mesmo". Além da propriedade comunal dos meios de produção, Cabet defendia uma estrita regulamentação do consumo e da vida intelectual da população.

### Estados Unidos
Em 1848, alguns seguidores de Cabet tentaram instalar uma comunidade no Texas, mas as terras eram inadequadas e o grupo tinha poucas pessoas com conhecimento de técnicas agrícolas e a comunidade logo se dissolveu. Então, eles adquiriram propriedades de mórmons que estavam se retirando de Nauvoo (Illinois), devido a perseguições. Em 1856, uma nova comunidade é instalada em Saint Louis (Missouri). Também surgiram, comunidades semelhantes em Iowa e na Califórnia que chegaram a durar quase 50 anos. Tais comunidade foram gradualmente perdendo o caráter original.
Nessas comunidades, as refeições eram coletivas, as pessoas viviam em pequenos cômodos e as crianças eram separadas dos pais aos quatro anos e para viver em casas educacionais, onde recebiam visitas dos pais aos domingos. Não se tratava de uma comunidade religiosas, mas os adeptos se se reuniam para discutir a moralidade cristã e os ensinamentos de Cabet. Homens e mulheres tinham direitos a voz nas assembleias. Anualmente, eles elegiam um presidente e quatro ministros encarregados das finanças, agricultura, indústria, educação. Os aspirantes ao ingresso eram submetidos a um período de prova de quatro meses antes de tornaram-se membros mediante aceitação pelo voto da maioria dos homens e por meio do pagamento de oitenta dólares. Outras fontes de renda foram arrecadados por Cabet em Paris e seus direitos autorais  .

## Morte
Cabet sofreu um derrame em novembro de 1856, logo após mudar-se para o Missouri com seu último grupo de seguidores, falecendo em seguida. Ele foi enterrado no cemitério Old Picker, mas seus restos mortais foram movidos para o cemitério New Saint Marcus em Affton devido à construção de um colégio de ensino médio no local do antigo Old Picker. Sua nova lápide foi financiada pela embaixada da França.